# 苏州街 (北京道路)
39°58′44″N 116°18′00″E / 39.97877°N 116.29992°E

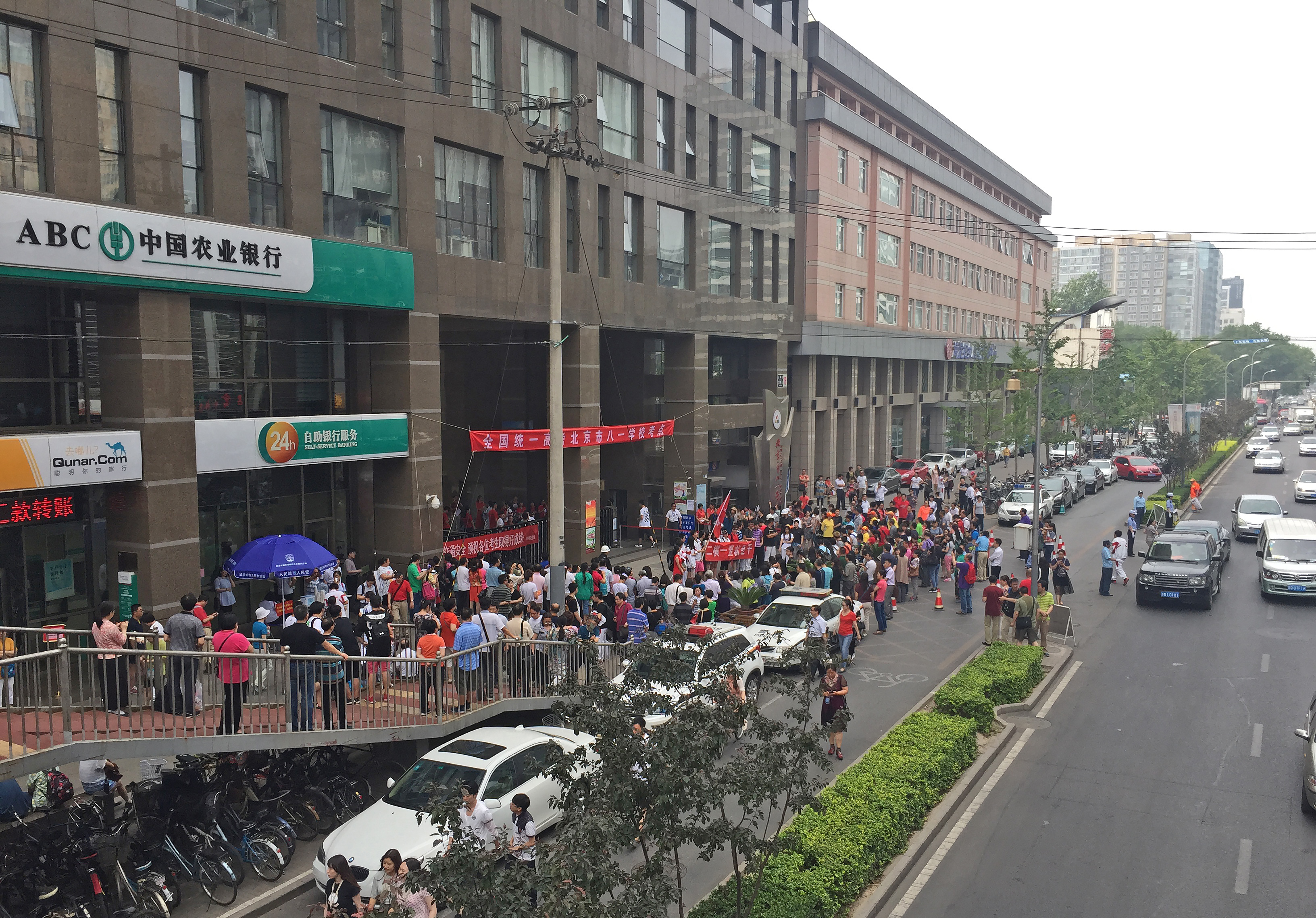
北京市八一学校东门外的苏州街

苏州街位于北京市海淀区，是北京的一条道路。道路北起海淀桥与颐和园路相连，南至万泉庄桥汇入万泉河路。苏州街原为清朝乾隆二十六年（1761年）为给皇太后七十大寿祝寿，而兴建的一条买卖街，北起畅春园宫门，南至南长河，全长三里。据传，乾隆为了讨太后欢心，回忆起南巡时太后对苏州风光很是喜爱，便令各省总督巡抚提督等大臣各自选定地块建设苏州式建筑，极尽奢华之势。结果太后却对这条街并不感兴趣，只对一座孔雀亭做了些许赞赏。建筑群1860年被英法联军烧毁。
其南段目前为西三环北路和万泉河路的一部分。目前的区段于1996年进行了改造。 